# Prince of Wales Country Club (Rugby)
Prince of Wales Country Club o PWCC (en español Club de Campo Príncipe de Gales) es un club social y deportivo chileno con base en ciudad de Santiago. Fue fundado por el propio Príncipe de Gales, Eduardo VIII del Reino Unido, en 1925 con el objetivo de agrupar en torno a él a los residentes británicos en el país. En la actualidad posee ramas en 13 diferentes disciplinas deportivas y actividades físicas.
La sección de rugby, fundada junto con club, es la más prestigiosa de la institución y se desempeña en el Campeonato Central de Rugby, parte de la Asociación de Rugby Santiago (ARUSA), desde la creación de este en 1948, siendo, a la fecha, el tercer club con mayor número de títulos (con 15  conquistas).

## Palmarés

### Torneos nacionales
- Campeonato Central de Rugby (15): 1948, 1951, 1952, 1953, 1955, 1958, 1960, 1961, 1962, 1964, 1967, 1968, 1971, 1972, 2015
- Torneo Nacional no oficial (2): 1945, 1946.[1]
- Torneo de Apertura: 1987, 2002, 2004, 2006, 2020-21
- Copa de Plata Torneo Central (2): 2004, 2005.
- Torneo Central Primera A (1): 2009.[2]
- Torneo Metropolitano: 1963.
- Circuito de Seven a Side Arusa (1): 2015.